# Sacheen Littlefeather
Sacheen Littlefeather, nota in italiano come Piccola Piuma, pseudonimo di Marie Louise Cruz (Salinas, 14 novembre 1946 – Novato, 2 ottobre 2022), è stata un'attrice e attivista statunitense.
Era nota per aver rappresentato Marlon Brando alla 45ª edizione dei Premi Oscar nel 1973, dove lei, a nome di Brando, ha rifiutato il premio come miglior attore vinto per la sua interpretazione in Il padrino. Brando boicottò la cerimonia come protesta contro il trattamento riservato ai nativi americani ad Hollywood e per attirare l'attenzione sull'occupazione di Wounded Knee. In quell'occasione indossò un tipico abito Apache.
Nel giugno 2022, l'Academy ha inviato a Littlefeather una dichiarazione di scuse, che è stata letta per intero durante un evento organizzato il 17 settembre seguente.
Poco dopo la sua morte nel 2022, alcune ricerche misero in dubbio la supposta appartenenza del padre alle tribù native americane Apache e Yaqui, o a qualsiasi altro legame con altri popoli nativi americani, e quindi la sua supposta discendenza nativa americana.

## Biografia
Maria Louise Cruz è nata il 14 novembre 1946 a Salinas, in California. Sua madre era di origine franco-tedesca-olandese, suo padre era di origine ispano-messicana, ma lei sostenne che discendeva dagli White Mountain Apache, una tribù degli Apache occidentali, e dagli Yaqui.
Mentre frequentava il California State College di Hayward (ora California State University, East Bay) e studiava recitazione e dizione, continua ad approfondire la sua identità di nativa americana. Nel 1969 si era unita allo United Bay Indian Council. Nel 1970 partecipò all'occupazione di Alcatraz e adottò il nome di Sacheen Littlefeather. Sosteneva di aver scelto il nome Sacheen perché era il nome con cui la chiamava suo padre prima che morisse, mentre Littlefeather derivava dalla piuma che portava sempre tra i capelli. Imparò molto di più sulle usanze dei nativi americani dagli anziani e dagli altri manifestanti, come Adam Fortunate Eagle (allora noto come Adam Nordwall).
Il 23 marzo 1973 salì sul palco del Dorothy Chandler Pavilion per ritirare l'Oscar al miglior attore vinto da Marlon Brando per Il padrino. Per l'occasione l'attore scrisse un discorso di otto pagine da far leggere alla Littlefeather, ma il produttore Howard W. Koch impedì di leggerlo per intero, informandola che avrebbe avuto solamente un minuto. Nel suo discorso si presentò come apache, criticando la rappresentazione dei nativi americani quale veniva fatta da Hollywood e citando i recenti fatti a Wounded Knee.
Il premio per il miglior attore fu consegnato dall'attrice norvegese Liv Ullmann e dall'attore britannico Roger Moore i quali, dopo aver fatto un breve commento e aver annunciato i cinque nominati, dichiararono Brando vincitore. Littlefeather salì sul palco alzando la mano per rifiutare l'Oscar che Moore le voleva consegnare. Discostandosi dal discorso preparato, dichiarò quanto segue:
Il produttore degli Oscar Koch e il regista Marty Pasetta hanno entrambi ricordato che John Wayne era in attesa tra le quinte e che dovette essere trattenuto per evitare che la costringesse a scendere dal palco. In una successiva conferenza stampa, Littlefeather lesse ai giornalisti il discorso che Brando aveva preparato; il New York Times pubblicò il testo completo il giorno successivo.
Dopo l'apparizione agli Oscar, Littlefeather raccontò di essere stata inserita nella lista nera della comunità di Hollywood e di aver ricevuto minacce. Affermò che i media pubblicarono diverse falsità, come il fatto che non fosse una nativa americana o che avesse affittato l'abito per l'occasione. Affermò che il governo federale favorì l'inserimento del suo nome nella lista nera per ridurre l'attivismo dei nativi americani dopo Wounded Knee.
Nel giugno 2022, l'Academy inviò a Littlefeather una dichiarazione di scuse. La dichiarazione è stata letta integralmente il 17 settembre seguente, in occasione dell'evento An Evening with Sacheen Littlefeather, che ha reso omaggio all'attivista e che l'ha vista protagonista di conversazione con il produttore Bird Runningwater, co-presidente della Academy's Indigenous Alliance.
L'attivista ha commentato le scuse dell'Academy con ironia, dichiarando: "Non è mai troppo tardi per le scuse. Noi indiani siamo persone molto pazienti, sono passati solo 50 anni! [...] Dobbiamo mantenere sempre il nostro senso dell'umorismo. È il nostro metodo di sopravvivenza".
Prima di acquisire notorietà durante la notte degli Oscar, posò come modella per la rivista Playboy. Negli anni 1980 partecipò a campagne per la lotta all'AIDS, malattia che aveva causato la morte del fratello.
Nel corso della sua vita, Sacheen Littlefeather ebbe numerosi e gravi problemi di salute: a 4 anni contrasse la tubercolosi, all'inizio degli anni Settanta tentò il suicidio e fu ricoverata in un istituto psichiatrico per un anno, nel 1991 le venne asportato un tumore al colon, nel 2012 guarì da un cancro al seno che però si ripresentò nel 2018. In un'intervista del 2021, Littlefeather dichiarò che quest'ultima neoplasia aveva metastatizzato il polmone destro e che la malattia era in fase terminale. 
È morta nel 2022, nella sua casa di Novato, California, all'età di 75 anni.
In seguito, la scrittrice e attivista Navajo Jacqueline Keeler intervistò le due sorelle di Cruz, le quali dichiararono che la loro famiglia non discendeva da nativi americani e che Cruz aveva inventato di avere origini native. Dissero anche che il padre, nato a Oxnard, in California, era di origine Ispanica-Messicana, e non aveva alcun legame di sangue con i nativi.